# Вулиця Коте Абхази
Вулиця Коте Абхази (груз. კოტე აფხაზის ქუჩა) — вулиця в старій частині міста Тбілісі, проходить від площі Вахтанга Горгасалі до площі Свободи. Один із головних туристичних маршрутів Старого Тбілісі.

## Історія
Рішенням міської влади 29 грудня 2006 року вулицю названо на честь грузинського військового та політичного діяча, одного з лідерів національно-визвольного руху в Грузії (1921—1923), генерала Костянтина Абхази (1867—1923).
Вулиця — частина стародавнього шляху з Тбілісі до м. Мцхета. Біля виходу вулиці на площу Свободи були Коджорські ворота, до яких сходилися Коджорська та Дігомська дороги.
Район вулиці сильно розорили перси під час навали Ага Мохаммед шаха (1795). Відбудований заново, він зберіг у собі багато колишніх рис.
До середини XIX століття вулиця називалася Шуабазарі («Серединний базар»), тут була велика кількість торгових крамниць, що продавали вино, фрукти, сир, тканини, шовк, килими, тут карбували монети, підковували коней, при цьому вулиця розділяла верхню та нижню частину міста — Земо Убані та Квемо Убані. На вулиці селилися вірмени, тут ними були зведені церкви Норашен та Джиграшен.
У списку вулиць Тбілісі, складеному в 1841 році, включені як вулиця Вірменська, так і вулиця Павла Ціціанова. На плані Тбілісі 1867 року вона позначена як вулиця Павла Ціціанова, на планах 1876 року і наступних років — як Вірменський базар.
У 1925 році розпочато реконструкцію та розширення вулиці. Була знесена (1937) Вірменська церква Джиграшен, яка розташовувалася біля перетину з вулицею Абесадзе.
У радянський час називалася вулицею Промкооперації. У 1944 році отримала ім'я радянського воєначальника, Героя Радянського Союзу, генерал-полковника Костянтина Леселідзе (1903—1944).
Вулиця реконструювалася в 1924—1926 роках за проєктом інженера Г. Курдіані, в 1986—1988 роках — групою архітекторів під керівництвом Г. Батіашвілі.

## Визначні пам'ятки
Будинок № 40 — караван-сарай царівни Текле
Будинок № 41 — Церква Святого Хреста (Джваріс мама)
Будинок № 41 — Вірменська церква Норашен
Мінералогічний музей
Караван-сарай Манташева
Караван-сарай Ходжапарукова
Пам'ятник Софіко Чіаурелі (в Сіонському сквері, скульптор Леван Вардосанідзе, 2009)
Пам'ятник Костянтину Леселідзе (у сквері Леселідзе, скульптор Я. І. Ніколадзе)
Скульптура Тамада (копія статуї VII століття до н. е., знайденої під час розкопок в Західній Грузії)

## Галерея

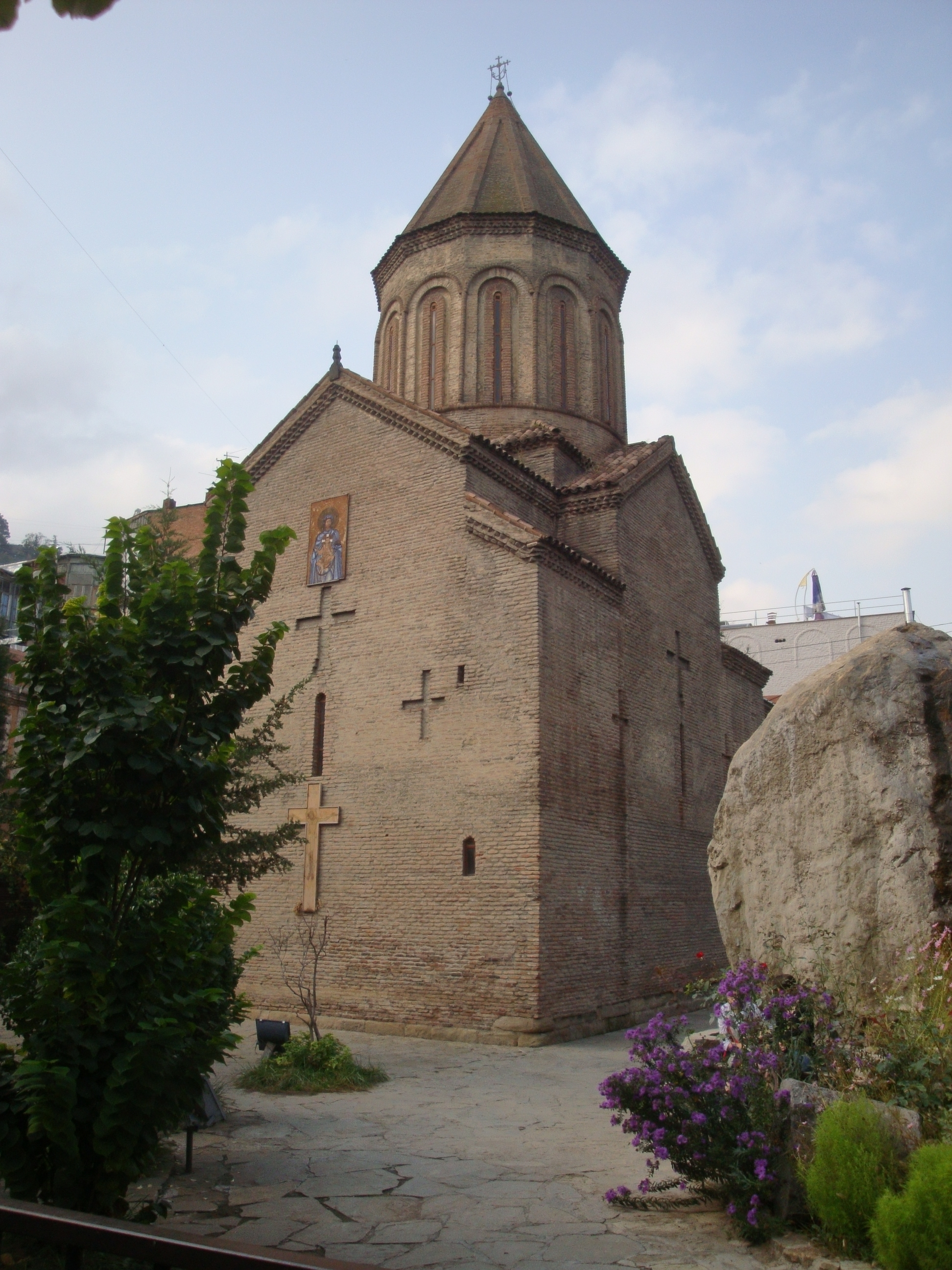
Джваріс Мама
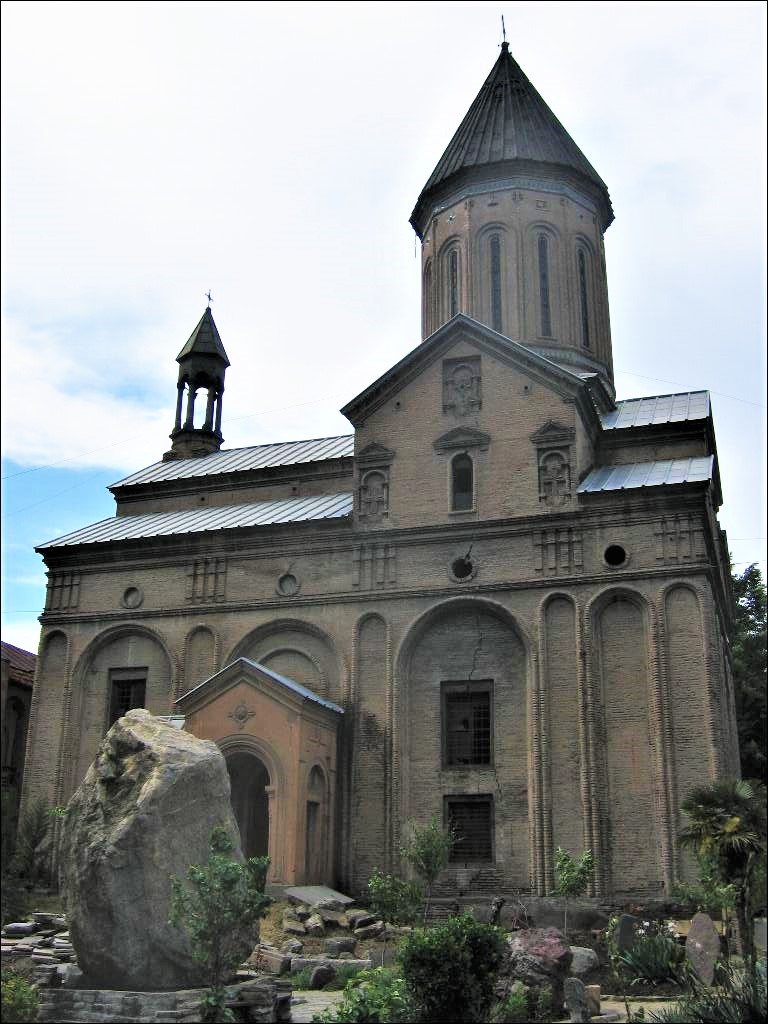
Церква Норашен
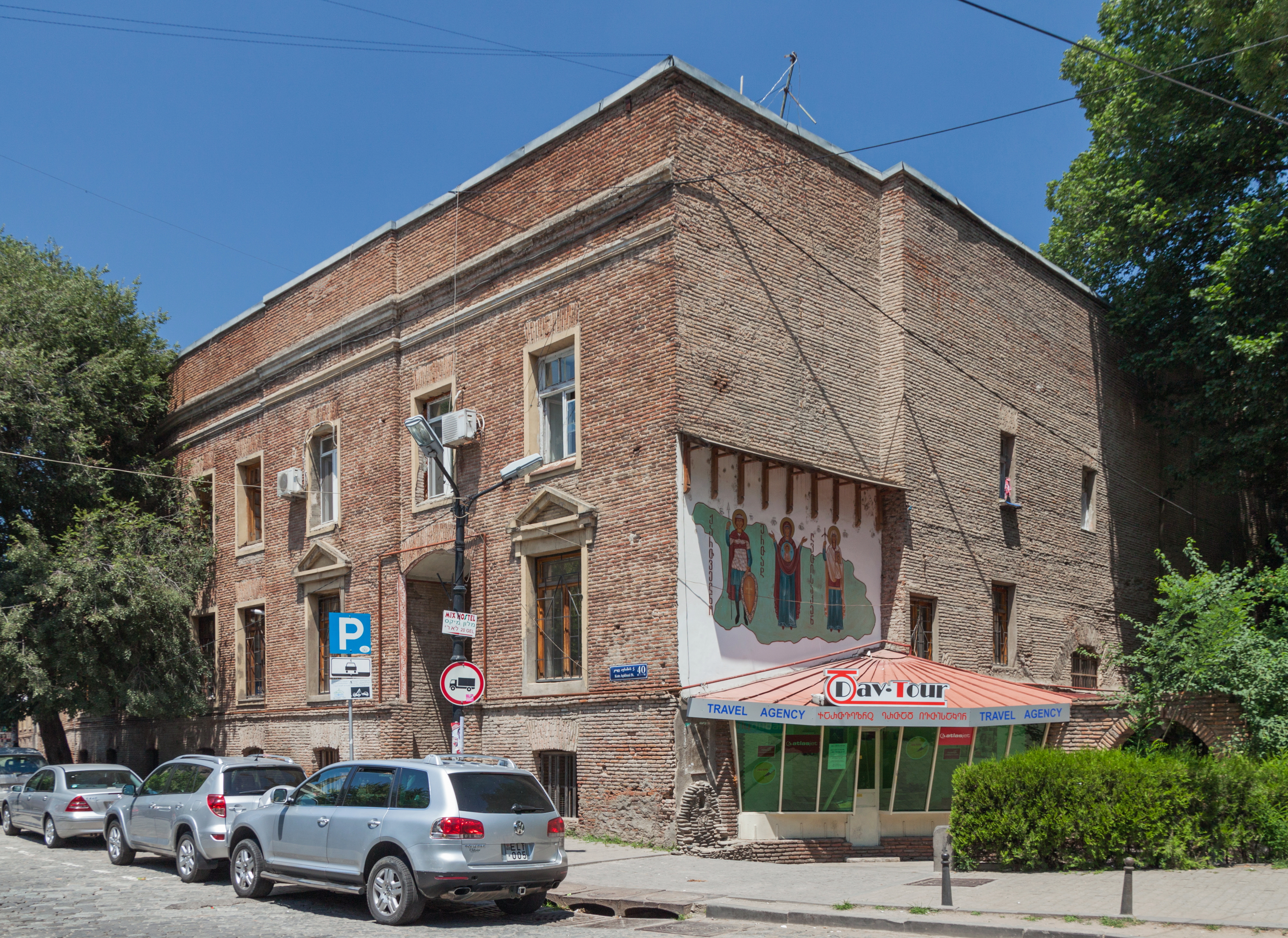
Караван-сарай царівни Текле